# Presidente Jânio Quadros
Presidente Jânio Quadros – miasto i gmina w Brazylii, w stanie Bahia. Znajduje się w mezoregionie Centro-Sul Baiano i mikroregionie Brumado. 
Nazwa nadana na cześć prezydenta Jânio Quadros.